# Assemblée législative du kraï de Perm
IVe législature
no 51, rue Lénine, Perm
L'assemblée législative du kraï de Perm (en russe : Законодательное собрание Пермского края) est l'organe législatif régional du kraï de Perm en Russie. Le parlement est composé de 60 députés élus pour 5 ans au suffrage universel direct. À la suite des dernières élections en 2021, l'assemblée est dominée par Russie unie.

## Élections

### 2021
| Parti         | Parti               | %     | Sièges |
| ------------- | ------------------- | ----- | ------ |
|               | Russie unie         | 33.05 | 40     |
|               | KPRF                | 22.74 | 11     |
|               | Russie juste        | 11,31 | 3      |
|               | LDPR                | 9.64  | 3      |
|               | Nouvelles personnes | 8.40  | 2      |
|               | Indépendants        | —     | 1      |
|               |                     |       |        |
|               | RPPSS               | 4,74  | 0      |
|               |                     |       |        |
| Participation | Participation       | 38,30 |        |